# Joseph Hatton
Joseph „Joe“ Hatton Goray (* 17. Mai 1948 in Ponce; † 1. Juli 2022) war ein puerto-ricanischer Basketballspieler.

## Karriere
Joseph Hatton spielte von 1966 bis 1976 für die BSN Lions.
Mit der puerto-ricanischen Nationalmannschaft gewann Hatton bei den Panamerikanischen Spielen 1971 die Silbermedaille. Zudem konnte er mit dem Team bei den Zentralamerika- und Karibikspielen 1970 die Bronze- und 1974 die Silbermedaille gewinnen. Außerdem nahm Hatton an den Olympischen Spielen 1968 und 1972 mit der puerto-ricanischen Auswahl teil.
Sein Sohn Bobby Joe Hatton war ebenfalls Basketballspieler.